# Elezioni parlamentari a Malta del 1950
Le elezioni parlamentari a Malta del 1950 si tennero il 2 e 4 settembre e videro la vittoria del Partito Nazionalista, mentre il Partito Laburista fu indebolito dalla scissione della componente che diede vita al Partito dei Lavoratori.

## Risultati
| Liste                        | Voti    | %     | Seggi |
| ---------------------------- | ------- | ----- | ----- |
| Partito Nazionalista         | 31 431  | 29,62 | 12    |
| Partito Laburista            | 30 332  | 28,58 | 11    |
| Partito dei Lavoratori       | 24 616  | 23,19 | 11    |
| Partito Costituzionale       | 10 584  | 9,97  | 4     |
| Partito d'Azione Democratica | 6 361   | 5,99  | 1     |
| Partito Jones                | 852     | 0,80  | –     |
| Indipendenti                 | 1 953   | 1,84  | –     |
| Totale                       | 106 129 | 100   | 40    |